# 吉田富夫
吉田富夫（1935年—），日本的中国文学翻译家。广岛县人，毕业于京都大学，佛教大学名誉教授，他是现代中国研究会代表。

## 生平
1935年，吉田富夫出生在大日本帝国广岛县贺茂郡福富町（今广岛市）。
1958年，吉田富夫在京都大学文学部中国文学科毕业。
1963年，吉田富夫在同大学院课程单位退学。
1967年，吉田富夫担任京都大学文学部助手。
1972年，吉田富夫担任佛教大学文学部讲师，1974年担任助教授，1979年担任教授，2008年，吉田富夫退休，担任名誉教授。

## 作品
吉田富夫的译著主要是翻译中国大陆作家莫言的小说。
2003年，莫言去日本时就住在吉田富夫家里。
2012年12月，莫言邀请吉田富夫夫妇、葛浩文夫妇、陈安娜等出席2012年诺贝尔文学奖授奖仪式。

### 专著
- 《五四诗人王统照——五四运动研究》，同朋舍出版，1985年。

- 《反观现代中国文学·戏剧·文化》，研文出版，1991年。

- 《中国现代文学史》，佛教大学通信教育部，1996年。

- 《中国现代文学史：1915年到1949年》，朋友书店，1997年。

- 《鲁迅点景》，研文出版，2000年。

- 《佛教大学鹰陵文化义书：未知的模式——毛泽东时代的中国文学》，思文阁出版，2006年。

- 《中国幻影》，阿吽社，2008年。

- 《莫言神髓》，中央公论新社，2013年。

### 合著
- 《中华爱诵诗选：伯夷叔齐到毛泽东》（合著人：竹内实），中央公论新社。

### 译著
- 茹志娟，《第二步》；叶紫，《丰收》，世界文学大系，筑摩书房，1965年。

- 毛泽东，《文艺讲话》，中央公论社，世界名著64，1969年。

- 萧平，《三月雪》；李准，《手纸》，现代中国文学11，河出书房新社，1971年。

- 《中国文明选15：革命论集》，（合译者：小野信尔，狭间直树），朝日新闻社，1972年。

- 《邓小平语录全译》，风媒社，1983年11月。

- 《中国现代史第五卷：思想·文学》，（合译者荻野侑二），岩波书店，1994年7月。

- 贾平凹，《废都》，中央公论社，1996年2月。

- 贾平凹，《土门》，中央公论社，1997年11月。

- 莫言，《丰乳肥臀》，平凡社，1999年9月。

- 毛泽东，《论游击战》（合译者：藤田敬一），中央公论文库，2001年6月。

- 莫言，《莫言短篇小说集》，平凡社，2002年9月。

- 刘源，《国家主席刘少奇和夫人王光美》（合译者：荻野侑二），日本放送出版协会，2002年9月。

- 叶广，《贵门胤裔》，中央公论新社，2003年7月。

- 莫言，《檀香刑》，中央公论新社，2003年7月。

- 莫言，《莫言自选短篇小说集》，日本放送出版协会，2003年10月。

- 莫言，《四十一炮》，中央公论新社，2006年3月。

- 莫言，《生死疲劳》，中央公论新社，2008年2月。